# Вице
Вице (њем. Wietze) општина је у њемачкој савезној држави Доња Саксонија. Једно је од 24 општинска средишта округа Целе. Према процјени из 2010. у општини је живјело 8.139 становника. Посједује регионалну шифру (AGS) 3351023.

## Географски и демографски подаци
Вице се налази у савезној држави Доња Саксонија у округу Целе. Општина се налази на надморској висини од 32 метра. Површина општине износи 63,0 km². У самом мјесту је, према процјени из 2010. године, живјело 8.139 становника. Просјечна густина становништва износи 129 становника/km².